# Johannes Clausen (biskop)
Johannes Clausen, född den 7 juni 1830 i Tårbæk, död den 31 december 1905 i Aarhus, var en dansk biskop. Han var son till H.N. Clausen.
Clausen blev 1853 teologie kandidat och 1861 filosofie doktor på en avhandling om Laurentius Valla, 1863 kyrkoherde i Fredericia och senare i Horsens samt var 1884–1905 biskop i Århus. Liksom fadern motståndare till grundtvigianismen skrev han 1874 en skarp motskrift mot Grundtvigs Kirkespejlet.

## Utmärkelser
- Riddare av Dannebrogorden,  1875[2]
- Dannebrogsmännens hederstecken,  1887[2]
- Kommendör av Dannebrogorden,  1892[2]
- Kommendör av första graden av Dannebrogorden,  1905[2]

[Redigera Wikidata]